# 鹿児島市立美術館
鹿児島市立美術館（かごしましりつびじゅつかん）は、鹿児島県鹿児島市城山町にある美術館。
鹿児島市が運営している。近隣には西郷銅像、鹿児島県立博物館、鹿児島県立図書館、鹿児島県歴史資料センター黎明館、かごしま近代文学館・かごしまメルヘン館などがあり、「かごしま文化ゾーン」を形成している。

## 沿革
かつて、この敷地を含めた周辺の土地には島津氏の居城であった鶴丸城があり、この敷地にはその二の丸があった。
1892年（明治25年）から1937年（昭和12年）まで、敷地に鹿児島市役所の市庁舎が所在していた。1939年（昭和14年）、この敷地に市庁舎の建物を再利用して歴史館が開館。
黒田清輝が亡くなった際、東京美術学校での弟子たちが、黒田清輝を顕彰する記念館を作る運動を開始し、1939年（昭和14年）に門下生を中心に顕彰会が発足。戦中の1942年（昭和17年）前後、黒田清輝の妻である照子が黒田のフランスでの1890年（明治23年）の代表作「アトリエ」を鹿児島市に寄贈。その後、照子から黒田が1889年（明治22年）に描いた23歳のときの自画像も鹿児島市に寄贈される。
歴史館は第二次世界大戦で屋根が焼け落ちるも外壁は残る。歴史館に補修と改修を行い、1954年（昭和29年）8月1日に鹿児島市立美術館として開館。鹿児島県初の公立美術館で、公立美術館としては九州で最も歴史ある美術館でもある。
開館式には黒田照子も駆け付け、館内には黒田記念室が設けられ、開館記念の黒田清輝展には約3万7千人が訪れる。
鹿児島出身の画家たちも鹿児島市に作品を寄贈しており、藤島武二の作品も「美術館ができるなら寄贈する」という遺言を受け遺族から寄贈され、和田英作も作品を寄贈。南日本美術展、県美展、図画作品展なども行われ、発表の場としても多くの人を繋ぐ場として利用される。
1982年（昭和57年）、旧美術館は28年の歴史に幕を下ろし、新たな美術館の建設が始まる。1985年（昭和60年）、新たに建て直された鹿児島市立美術館は、桜島の火山灰による降灰対策として、屋根の散水設備やダスト・シュートも備える。
1986年（昭和61年）、第27回・BCS賞を受賞。

## 施設
所蔵する収蔵美術品は約4500点で、それらの中には西郷隆盛の枕や西郷が自作した下駄もある。近代洋画の父といわれる黒田清輝をはじめ、鹿児島県出身作家の日本近代洋画を含めた油彩画は、常設展で展示されている絵と収蔵庫に保管されている絵を合わせ約740点を所蔵。

### 展示施設
- 常設展示室1、2、3
- 企画展示室
- 一般展示室1、2
- 展示ギャラリー
- アートライブラリー
- 展示ロビー
- 講堂
- 市民アトリエ1、2

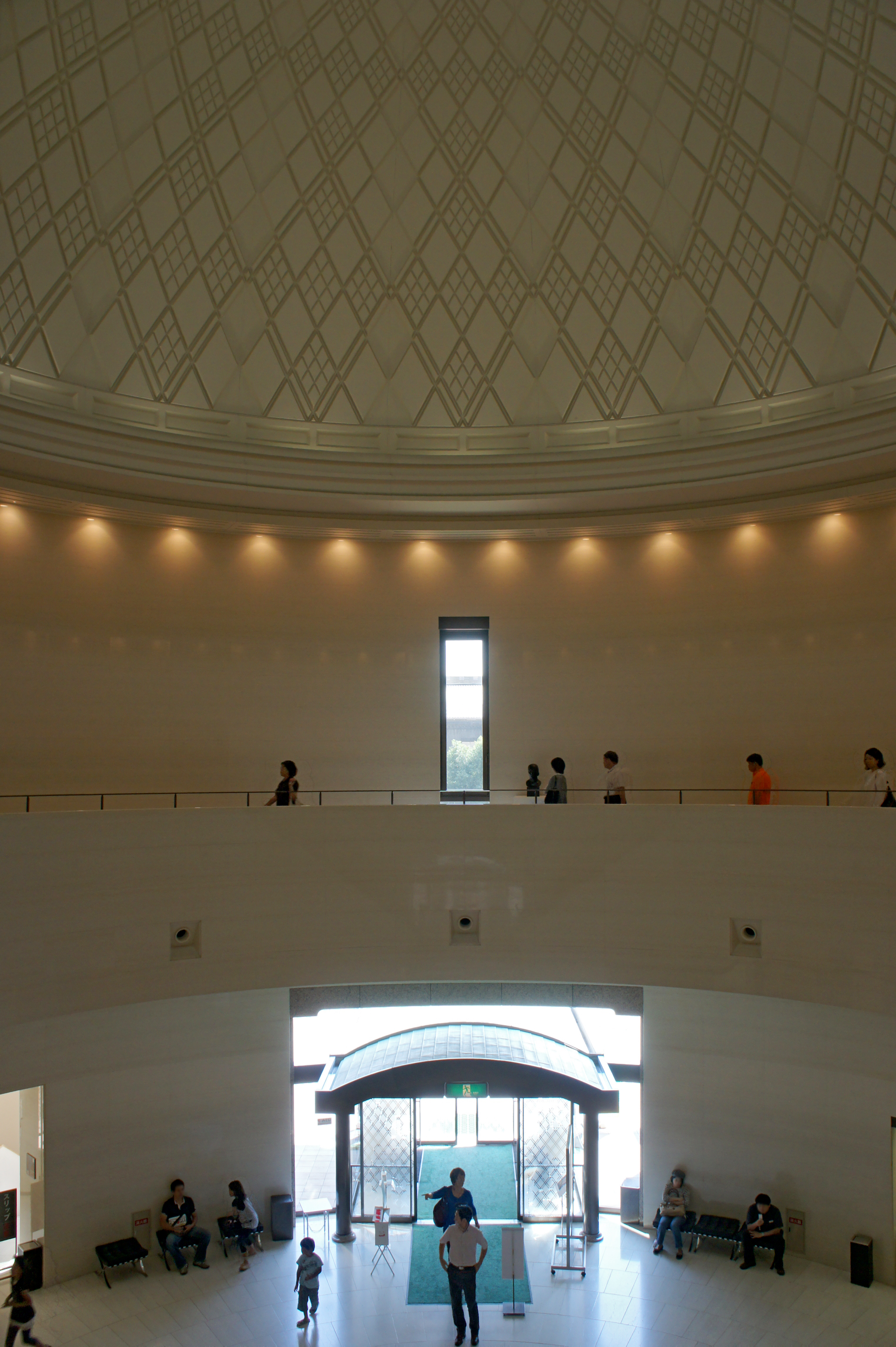
エントランスホール
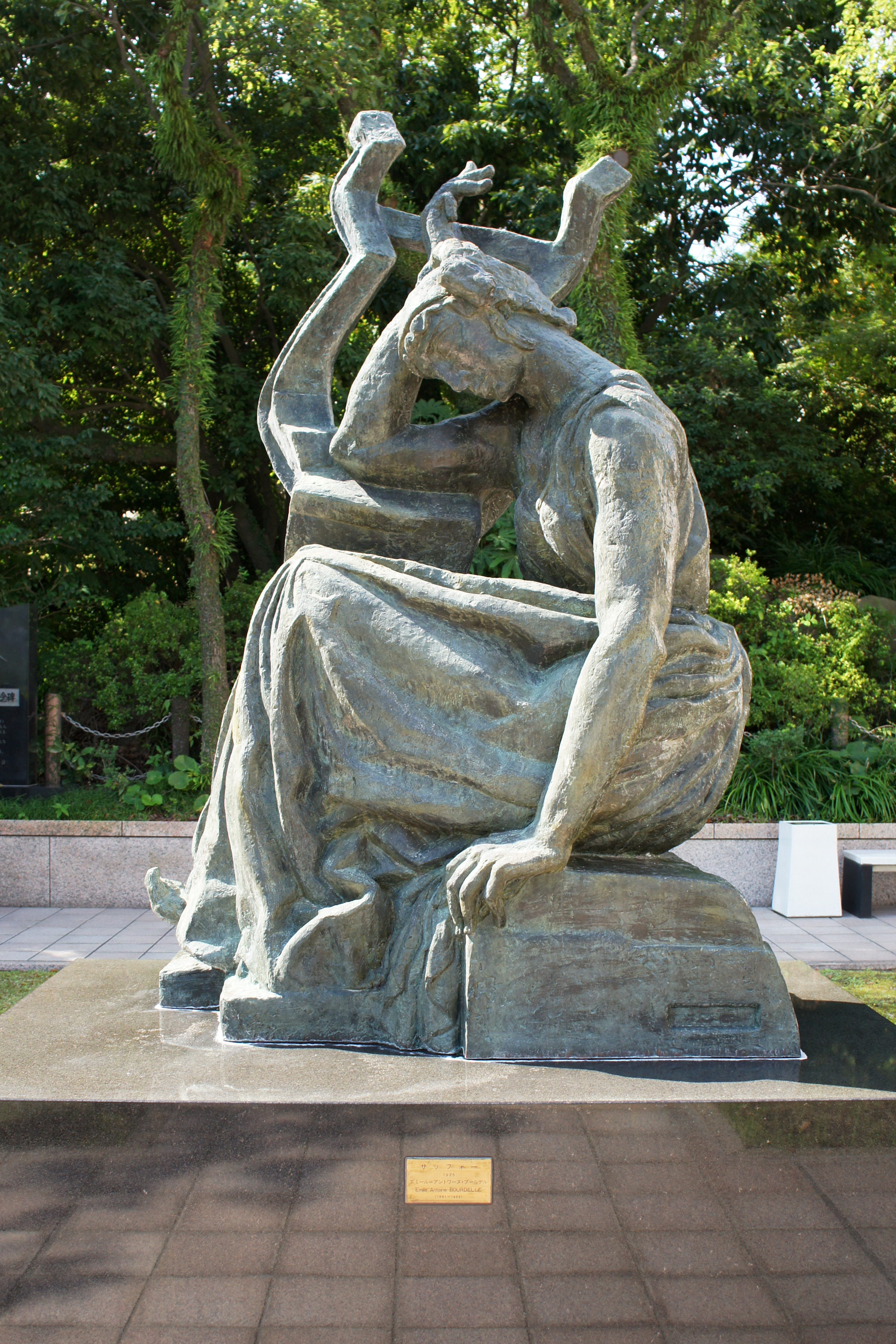
屋外展示：ブールデル「サッフォー」
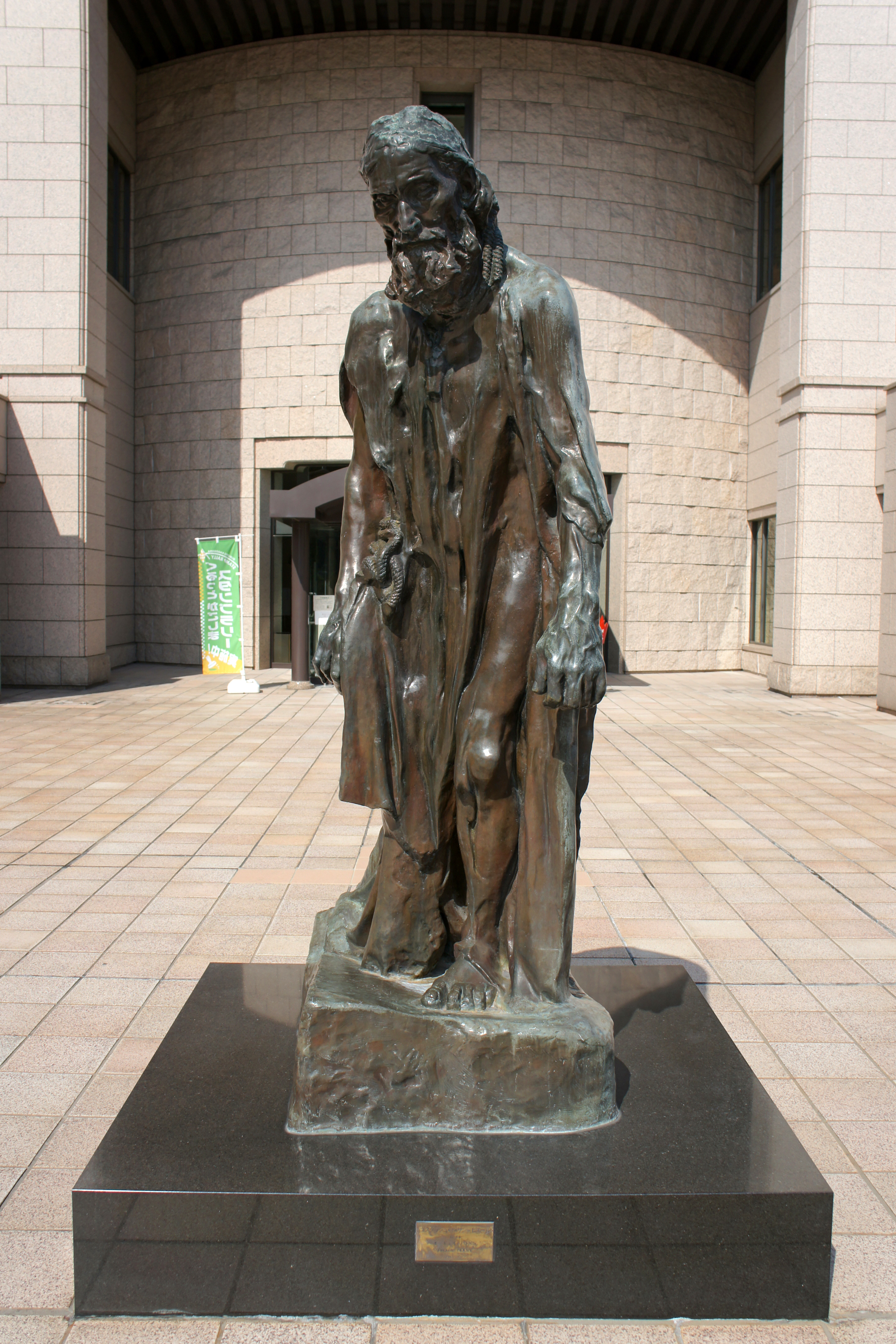
屋外展示：ロダン「ユスタッシュ・ド・サン＝ピエール」

### 建築概要
正面玄関から入ってすぐのホールの天井には、薩摩切子の柄が施されている。
- 設計　佐藤武夫設計事務所、川元建築設計事務所
- 竣工　1985年（昭和60年）3月30日
- 構造　鉄筋コンクリート造
- 規模　地上3階、地下1階

## 著名な関係者
- 谷口午二（初代館長、顧問） - 洋画家
- 坂元盛愛（館長） - 洋画家（光風会会員）
- 大嵩禮造（館長） - 洋画家（独立美術協会会員）、鹿児島大学名誉教授
- 文田哲雄（第12代館長） - 洋画家（二科会会員）、鹿児島県立短期大学名誉教授
- 楠元香代子（第16代館長） - 彫刻家（日展会員）、崇城大学名誉教授

## アクセス

### 所在地等
- 〒892-0853　鹿児島市城山町4号36番

### 交通
- 鹿児島市営バス、鹿児島交通、南国交通、JR九州バス「金生町」バス停より徒歩約5分
- 鹿児島市電「朝日通」電停より徒歩約5分